# Internationale IJshockeyfederatie
De Internationale IJshockey Federatie ofwel International Ice Hockey Federation (IIHF) is de internationaal overkoepelende federatie voor ijshockey en inlinehockey. 

## Geschiedenis
De organisatie werd op 15 mei 1908 gesticht te Parijs onder de naam Ligue internationale de hockey sur glace (LIHG). Onder het bestuur van de Amerikaan Walter Brown werd de huidige naam aangenomen, met name International Ice Hockey Federation (IIHF).

## Organisatie
De IIHF, waar 65 landen bij zijn aangesloten, heeft zijn hoofdzetel in het Zwitserse Zürich. De IIHF is verantwoordelijk voor de organisatie van internationale ijshockeytoernooien en houdt de ranglijst van de landenteams bij.
Beslissingen van het IIHF kunnen worden aangevochten in hoger beroep bij het Hof van Arbitrage voor Sport, dat in 1984 werd opgericht op initiatief van het IOC, en zijn zetel in Lausanne heeft.

### Bestuur
| Periode               | Voorzitter                  |
| --------------------- | --------------------------- |
| 1908-1912             | Louis Magnus                |
| 1912-1914             | Henry Van den Bulcke        |
| 25 februari 1914      | Louis Magnus                |
| 25 februari 1914      | Majoor Bethune Minet Patton |
| 25 februari 1914-1920 | Henry Van den Bulcke        |
| 1920-1922             | Max Sillig                  |
| 1922-1947             | Paul Loicq                  |
| 1947-1948             | Dr. Fritz Kraatz            |
| 1948-1951             | George Hardy                |
| 1951-1954             | Dr. Fritz Kraatz            |
| 1954-1957             | Walter A. Brown             |
| 1957-1960             | John Francis Ahearne        |
| 1960-1963             | Robert Le Bel               |
| 1963-1966             | John Francis Ahearne        |
| 1966-1969             | Thayer Tutt                 |
| 1969-1975             | John Francis Ahearne        |
| 1975-1994             | Dr. Günther Sabetzki        |
| 1994-2021             | René Fasel                  |
| 2021-heden            | Luc Tardif Sr.              |

## Aangesloten landen

### Oprichtende leden
- België: Koninklijke Belgische IJshockey Federatie (KBIJF)
- Bohemen (Tsjechië): Czech Ice Hockey Association vanaf 1920 als Tsjechoslowakije, sinds 1993 als Tsjechische Republiek)
- Frankrijk: Fédération Française des Sports de Glace
- Verenigd Koninkrijk: Ice Hockey UK
- Zwitserland: Schweizer Eishockeyverband

### Opgenomen leden
- Andorra:  Federació Andorrana d'Esports de Gel
- Argentinië:  Asociación Argentina de Hockey sobre Hielo y En Línea
- Armenië: Ice Hockey Federation of Armenia
- Australië:  Ice Hockey Australia
- Azerbeidzjan: Ice Hockey Federation of the Republic of Azerbaijan
- Bosnië en Herzegovina:  Bosnia and Herzegovina Ice Hockey Federation
- Brazilië:  Confederação Brasileira de Hóquei no Gelo
- Bulgarije:  Bulgarian Ice Hockey Federation
- Canada: Hockey Canada
- Chili:  Asociacion Nacional de Hockey en Hielo y en Línea
- China: Chinese Ice Hockey Association
- Denemarken: Danmarks Ishockey Union
- Duitsland: Deutscher Eishockey-Bund
- Estland: Estonian Ice Hockey Association
- Finland: The Finnish Ice Hockey Association
- Griekenland: Hellenic Ice Sports Federation
- Hongarije: Hungarian Ice Hockey Federation
- Hongkong: Hong Kong Ice Hockey Association
- Ierland: Irish Ice Hockey Association
- IJsland: Ice Hockey Iceland
- India: Ice Hockey Association of India
- Israël: Ice Hockey Federation of Israel
- Italië: Federazione Italiana Sport Ghiaccio
- Japan: Japan Ice Hockey Federation
- Kazachstan: Kazakhstan Ice Hockey Federation
- Kroatië: Croatian Ice Hockey Association
- Letland: Latvian Ice Hockey Federation
- Liechtenstein:  Liechtensteiner Eishockey und In-Line Verband
- Litouwen: Lithuanian Ice Hockey Federation
- Luxemburg: Fédération Luxembourgeoise de Hockey sur Glace
- Macau: Praca De Luis De Camoes
- Maleisië: Malaysia Ice Hockey Association
- Marokko: Ice Hockey Association
- Mexico:  Federacion Deportiva de Mexico de Hockey sobre Hielo
- Mongolië: Mongolian Ice Hockey Federation
- Namibië:  Namibia Ice and InLine Hockey Association
- Nederland: Nederlandse IJshockey Bond (NIJB)
- Nieuw-Zeeland: New Zealand Ice Hockey Federation
- Macedonië: Ice Hockey Association of North Macedonia
- Noord-Korea: Ice Hockey Association of the DPR Korea
- Noorwegen:  Norwegian Ice Hockey Association
- Oekraïne: Ice Hockey Federation of Ukraine
- Oostenrijk: Österreichischer Eishockeyverband
- Polen: Polish Ice Hockey Federation
- Portugal: Federacao Portugesa de Desportos No Gelo
- Roemenië: Romanian Ice Hockey Federation
- Rusland: Федерация Хоккея России
- Servië:  Ice Hockey Federation of Serbia
- Singapore:  Skating Federation of Singapore
- Slovenië: Ice Hockey Federation of Slovenia
- Slowakije: Slovak Ice Hockey Federation
- Spanje: Real Federación Espanõla Deportes de Invierno
- Taiwan:  Chinese Taipei Ice Hockey Federation
- Thailand: Ice Hockey Association of Thailand
- Turkije: Turkish Ice Sports Federation
- Verenigde Arabische Emiraten: UAE Ice Hockey Association
- Verenigde Staten (VSA): USA Hockey
- Wit-Rusland:  Belarus Ice Hockey Federation
- Zuid-Afrika: South African Ice Hockey Association
- Zuid-Korea: Korean Ice Hockey Association
- Zweden: Swedish Ice Hockey Association

### Vroegere leden
- Duitse Democratische Republiek (DDR)
- Koeweit: 1985-1992
- Newfoundland: 1936

### Kandidaten
- Pakistan